# Vajira Chitrasena
Vajira Chitrasena (en singhalais : වජිරා චිත්‍රසේන, Vajirā Citrasēna ; en tamoul : வஜிர சித்திரசேன, Vajira Cittiracēṉa ), née le 15 mars 1932 et morte le  23 septembre 2024, est une danseuse traditionnelle, chorégraphe et enseignante srilankaise.
Elle est considérée comme la première danseuse étoile de Sri Lanka et la première femme srilankaise à pratiquer la danse traditionnelle kandyenne, traditionnellement réservée aux hommes. Elle a ainsi introduit une dimension féminine  (lāsya (en)) dans une forme de danse jusqu'alors à prédominance masculine. Elle a également ouvert la voie aux femmes qui souhaitaient devenir danseuses traditionnelles. Elle est mariée à Chitrasena, un danseur légendaire et un maître de danse.
Le 26 janvier 2020, elle reçoit le prix Padma Shri, l'une des plus hautes distinctions civiles indiennes,.

## Jeunesse
Vajira est née le 15 mars 1932 à Kalubowila, près de Colombo. Son nom complet est Vajira Nalaperuma Arachige Perera. Les membres de sa famille sont fonctionnaires. Son père est attaché à l'administration du gouvernement local. Sa mère, Lilian, enseigne à l'école des garçons de Kalutara. Lilian est parfois considérée comme celle qui a poussé Vajira à monter sur scène.
Elle fait ses études primaires et secondaires au Methodist College de Colombo.
Vajira est l'enfant le plus vif de sa famille, une fille pleine d'entrain. Elle est la deuxième enfant d'une famille de sept enfants. Elle a une sœur aînée et deux sœurs plus jeunes, ainsi que trois frères plus jeunes. Ses sœurs, dont Vipuli et l'aînée, sont également danseuses.
Vajira commence la danse à l'âge de 6 ans à la Kalutara Balika Vidayalaya, l'école de la ville. Il s'agit d'une activité extrascolaire, comme pour beaucoup d'autres filles à l'époque. C'est en mars 1941, à l'occasion d'une représentation de Chitrasena et Chandra Lekha à l'hôtel de ville de Kalutara, que l'enthousiasme de Vajira pour la danse s'éveille. À l'époque, les deux danseurs venaient de rentrer d'Inde et présentaient des danses dans le style indien.
Vajira, qui souhaite désormais apprendre les danses traditionnelles, part pendant un certain temps à Sri Palee, à Horana. Cet établissement est inspiré par l'exemple de Santiniketan, la ville indienne fondée par le poète bengali Rabindranath Tagore. Ce dernier était venu à Sri Lanka jeter les bases de Sri Palee en 1934 et il avait donné des concerts de musique indienne au Regal Theatre, à Colombo,.
Mais comme il y avait peu d'espoir à l'époque que la danse puisse lui offrir la possibilité de faire carrière, ses parents la ramènent peu de temps après à Kalutara pour qu'elle reprenne ses études secondaires et qu'elle apprenne la danse comme matière scolaire facultative. En 1943, Vajira fait sa première apparition en solo sur scène à l'hôtel de ville de Kalutara.
Elle fréquente ensuite le Methodist Girls' College à Colombo. En 1946,  à l'âge d'environ quinze ans, elle rejoint la Chitrasena Kalayathanaya, l'école de danse créée par Chitrasena, en tant qu'élève à plein temps. Elle intègre la troupe et en peu de temps, elle devient soliste et se distingue comme la danseuse la plus talentueuse de l'école Chitrasena,.

## Carrière
En 1948, Vajira joue le rôle du cerf dans le ballet Ravana de Chitrasena, une interprétation du Ramayana. Cette pièce fait partie du Pageant of Lanka, un événement culturel majeur organisé pour célébrer l'indépendance de Sri Lanka.
En 1949, Vajira interprète le rôle du cygne dans le ballet Nala Damayanthi de Chitrasena. Cette apparition lui apporte immédiatement la célébrité,.
Elle jette les bases d’une forme féminine (lāsya) de la danse kandyenne et en devient l’incarnation. Son interprétation lasya s’illustre avec son adaptation du Gajaga Vannam, une danse traditionnelle de la cour royale de Kandy. Sa chorégraphie modifiée de cette danse a même été incorporée au programme des écoles d'art gouvernementales.
En 1950, à l'âge de dix-huit ans, Vajira épouse celui qui est devenu son partenaire de danse, Chitrasena. En 1952, elle joue pour la première fois le rôle de Prakrithi dans le ballet Chandali. Au cours de la première partie de ce programme, elle présente son premier ballet pour enfants, Kumudini, et devient ainsi chorégraphe à l'âge de vingt ans. Vajira a chorégraphié vingt-six productions, dont onze ballets pour enfants et quinze ballets pour adultes.
En plus de ses propres pièces de danse, Vajira danse dans diverses productions et spectacles de danse en collaboration avec Chitrasena. Vajira et son mari effectuent tous deux plusieurs tournées en Inde entre 1959 et 1998 pour collaborer avec des artistes de différents genres. Vajira et Chitrasena sont connus pour leurs liens étroits avec l'Inde et pour leur contribution au renforcement des relations entre les deux pays dans le domaine des arts.
Outre son travail d'instructrice à l'école de danse de Chitrasena, Vajira a enseigné la danse dans plusieurs écoles de Sri Lanka.
Vajira est mère de trois enfants : les filles Upeka (1951) et Anjalika (1953), et le fils Anudatta (1957).
Vajira Chitrasena meurt le 23 septembre 2024, à l'âge de 92 ans.

## Distinctions
En janvier 2020, le président indien Ram Nath Govind décerne à Vajira le prestigieux prix Padma Shri pour ses réalisations dans le domaine des arts. Ce prix lui a été remis par le président indien lors de la cérémonie d'investiture des prix Padma, qui a eu lieu le 8 novembre 2021.